# Sturmiopsis setifrons
Sturmiopsis setifrons là một loài ruồi trong họ Tachinidae.